# 19. arrondissement i Paris
19. arrondissement i Paris er et af Paris' 20 arrondissementer og er placeret på højre Seinebred. Det kaldes også arrondissement des Buttes-Chaumont.

## Geografi

### Bykvarterer
Arrondissementet er delt i fire bykvarterer:
- Villette
- Pont-de-Flandres
- Amérique
- Combat

### Lokalråd
Arrondissementet har 10 lokalråd:
- Bas-Belleville
- Bassin de la Villette
- Buttes-Chaumont
- Danube
- Flandre-Aubervilliers
- Manin-Jaurès
- Place des Fêtes
- Pont de Flandre
- Porte des Lilas
- Secrétan

### Grønne områder
De største parker i arrondissementet er:
- Parc des Buttes-Chaumont
- Parc de la Villette
- Parc de la Butte-du-Chapeau-Rouge

Derudover findes der 15 delehaver.

## Demografi

### Befolkningsudvikling
| År   | Befolkning |
| ---- | ---------- |
| 1954 | 154.797    |
| 1962 | 160.059    |
| 1968 | 147.332    |
| 1975 | 143.660    |
| 1982 | 163.356    |
| 1990 | 165.132    |
| 1999 | 172.587    |

| Aldersgruppe | Andel | GnSn for Paris |
| ------------ | ----- | -------------- |
| 0-19 år      | 23,9% | 18,3%          |
| 20-39 år     | 32,9% | 36,0%          |
| 40-59 år     | 26,9% | 26,1%          |
| 60-74 år     | 10,6% | 11,7%          |
| 75 år -      | 5,7%  | 7,9%           |

## Transport

### Metro
Arrondissementet serviceres af 21 stationer på 6 metrolinier:
- (Stalingrad, Jaurès, Colonel Fabien og Belleville).
- (Porte des Lilas).
- (Stalingrad, Jaurès, Laumière, Ourcq og Porte de Pantin).
- (Stalingrad, Riquet, Crimée, Corentin Cariou og Porte de la Villette).
- (Pré Saint-Gervais, Place des Fêtes, Danube, Botzaris, Buttes Chaumont, Bolivar og Jaurès).
- (Belleville, Pyrénées, Jourdain, Place des Fêtes, Télégraphe og Porte des Lilas).

### Sporvogn
|  | Denne artikel beskriver en fremtidig begivenhed Denne artikel eller sektion handler om planlagt eller forventet fremtidig begivenhed. Der kan forekomme spekulativ information, og indholdet kan ændres dramatisk når begivenheden nærmer sig og mere information bliver tilgængelig. |

Der er planer om, at føre sporvognslinje 3 videre ind igennem arrondissementet. Hvilket giver følgende stop.
| Stop                       | Forbindelser Tog/Metro            | Forbindelser Bus                      |
| -------------------------- | --------------------------------- | ------------------------------------- |
| Porte des Lilas            | (M) · (11) · (3bis)               | 48, 61, 96, 105, 115, 129, 170 og 249 |
| Porte du Pré Saint Gervais | (M) · (7bis)                      | 48                                    |
| Pte Brunet/Pte Chaumont    |                                   | 75                                    |
| Porte de Pantin            | (M) · (5)                         | 75, 151, 684                          |
| Stade Ladoumègue           |                                   |                                       |
| Grands Moulins de Pantin   | på gare de Pantin                 |                                       |
| Porte de la Villette       | (M) · (7)                         | 139, 150, 152, 249                    |
| Canal St Denis             |                                   |                                       |
| Eole Evangile              | (på den fremtidige gare Evangile) | 54 og 60                              |
| Porte d'Aubervilliers      |                                   | 54, 65, 239                           |